# Olympische Winterspiele 1924/Teilnehmer (Österreich)
| Gelbes Symbol für Goldmedaillen mit stilisierten Olympischen Ringen | Graues Symbol für Silbermedaillen mit stilisierten Olympischen Ringen | Braundes Symbol für Bronzemedaillen mit stilisierten Olympischen Ringen |
| ------------------------------------------------------------------- | --------------------------------------------------------------------- | ----------------------------------------------------------------------- |
| 2                                                                   | 1                                                                     | —                                                                       |

Österreich nahm an den Olympischen Winterspielen 1924 in Chamonix mit einer Delegation von 4 Athleten in 1 Sportart teil. Das österreichische NOK hatte 18 Sportler zu den Spielen gemeldet, von denen 4 an Wettkämpfen teilnahmen.
Mit dem Eiskunstlaufpaar Helena Engelmann und Alfred Berger sowie Herma Planck-Szabo bei den Frauen stellt Österreich gleich zwei Olympiasieger. Hinzu kommt noch die Silbermedaille von Willy Böckl in der Männerkonkurrenz. Damit wird die kleine Alpenrepublik drittbeste Nation in Chamonix. Das Eishockeyteam, das später 1927 und 1931 Europameister werden konnte, sagte vor Beginn der Wintersportwochen seine Teilnahme ab. Vermutlich hatten die Österreicher hier eine weitere Medaille verschenkt. Die Teilnahme Österreichs war nicht ohne bösen Beigeschmack gewesen. Galt doch die Doppelmonarchie Österreich-Ungarn als eine der Hauptkriegstreiber des Ersten Weltkrieges. Deutschland wurde aus diesem Grunde die Teilnahme in Chamonix verwehrt. Österreich und Ungarn dagegen durften Sportler entsenden, was in der Folge zu Protesten führte und der Zulassung Deutschlands für die Winterspiele 1928 in St. Moritz.

## Medaillen

### Medaillenspiegel
| Rang   | Sportart     | Gold | Silber | Bronze | Gesamt |
| ------ | ------------ | ---- | ------ | ------ | ------ |
| 1      | Eiskunstlauf | 2    | 1      | —      | 3      |
| Gesamt | Gesamt       | 2    | 1      | —      | 3      |

### Medaillengewinner
| Name/n                         | Sportart     | Wettkampf |
| ------------------------------ | ------------ | --------- |
| Gold                           |              |           |
| Herma Planck-Szabo             | Eiskunstlauf | Damen     |
| Alfred Berger Helena Engelmann | Eiskunstlauf | Paarlauf  |
| Silber                         |              |           |
| Willy Böckl                    | Eiskunstlauf | Herren    |

## Teilnehmer nach Sportarten

### Eiskunstlauf
| Athleten                       | Wettbewerbe | Pflicht | Kür | Platzziffer | Gesamt | Gesamt |
| Athleten                       | Wettbewerbe | Pflicht | Kür | Platzziffer | Punkte | Rang   |
| ------------------------------ | ----------- | ------- | --- | ----------- | ------ | ------ |
| Willy Böckl                    | Herren      | 2       | 1   | 13          | 359,82 | Silber |
| Herma Planck-Szabo             | Damen       | 1       | 1   | 7           | 299,17 | Gold   |
| Alfred Berger Helena Engelmann | Paarlauf    | -       | -   | 9,0         | 10,64  | Gold   |

### Eishockey
| Athleten |     |
| Herbert Brück Walter Brück Louis Goldschmidt F. Herzl F. Hoffmann Alexander Lebzelter Ulrich Lederer Alexander Poppovich Rudolf Rauch Alfred Revy Peregrin Spevak Hermann Weiß L. Wildam Kurt Wollinger |     |
| Vorrunde | DNS |
| Finalrunde | DNS |
| Rang | DNS |